# 徐秉业
徐秉业（1932年—），男，辽宁沈阳人，中国塑性力学专家，曾任清华大学教授、博士生导师，中国力学学会常务理事、教育工作委员会主任。